# Психолінгвіст
Психолінгвіст - це вчений у галузі соціальних наук, який займається теоретичними й емпіричними дослідженнями в межах психолінгвістики. Психолінгвістика має міжгалузевий характер і вивчається в межах наукових напрямів психології, когнітивних наук, лінгвістики.
Психолінгвіст досліджує мову загалом, породження мовлення, а також його розуміння на основі методів біхевіоризму та нейронауки, які традиційно розроблялися в межах психології. Завдяки своєму міждисциплінарному статусу, психолінгвісти можуть працювати на кафедрах і відділеннях лінгвістики, психології, когнітивних наук, масових комунікацій, мовних патологій, криміналістичної (судової) лінгвістики та ін. відомств. Головна мета психолінгвістики полягає у визначенні та описі процесу породження та перероблення вербальної інформації. Для досягнення цієї мети використовуються різні моделі психології та лінгвістики. Здебільшого психолінгвістів також вважають нейролінгвістами, когнітивними лінгвістами та / або нейрокогнітивними лінгвістами. Попри тонкі відмінності між цими назвами, всі вони відбивають намагання фахівців із психолінгвістики досліджувати проблеми з різних аспектів мови й мовлення.